# Saint-Auban
Saint-Auban é uma comuna francesa na região administrativa da Provença-Alpes-Costa Azul, no departamento Alpes Marítimos. Estende-se por uma área de 42,54 km², com 282 habitantes, segundo os censos de 2008, com uma densidade de 6 hab/km².

## Universidade
- École nationale de l'aviation civile